# Muzeum Historii Ziemi Kamieńskiej w Kamieniu Pomorskim
Muzeum Historii Ziemi Kamieńskiej w Kamieniu Pomorskim – placówka muzealna z siedzibą w Kamieniu Pomorskim, w województwie zachodniopomorskim.
Muzeum jest miejską jednostką organizacyjną, której siedzibą jest oddany do użytku w 2015 roku budynek położony na tzw. Kwartale Dominikańskim przy ulicy Adama Mickiewicza 34 oraz pomieszczenie kapitularza kamieńskiej konkatedry św. Jana Chrzciciela, w którym prezentowana jest stała wystawa zabytków sakralnych i archeologicznych.
Muzeum jest placówką całoroczną.

## Historia
Początki polskiego muzealnictwa w Kamieniu Pomorskim sięgają 1967 roku, kiedy powołano Muzeum w Kamieniu Pomorskim, przemianowane następnie na Muzeum Regionalne w Kamieniu Pomorskim. Początkowo ciężar prowadzenia placówki spoczywał na Towarzystwie Miłośników Ziemi Kamieńskiej, wkrótce jednak pieczę nad placówką przejęło Prezydium Powiatowej Rady Narodowej, a następnie, od 1975 roku, Urząd Miasta i Gminy w Kamieniu Pomorskim. Nadzór merytoryczny nad placówką sprawowało Muzeum Narodowe w Szczecinie. Siedzibą muzeum, przez cały okres działalności, był zabytkowy kościół św. Mikołaja. W 1991 roku Muzeum Regionalne zostało zlikwidowane. Główną przyczyną likwidacji były względy finansowe oraz konieczność zwrotu budynku, w którym się ono znajdowało Kościołowi katolickiemu.

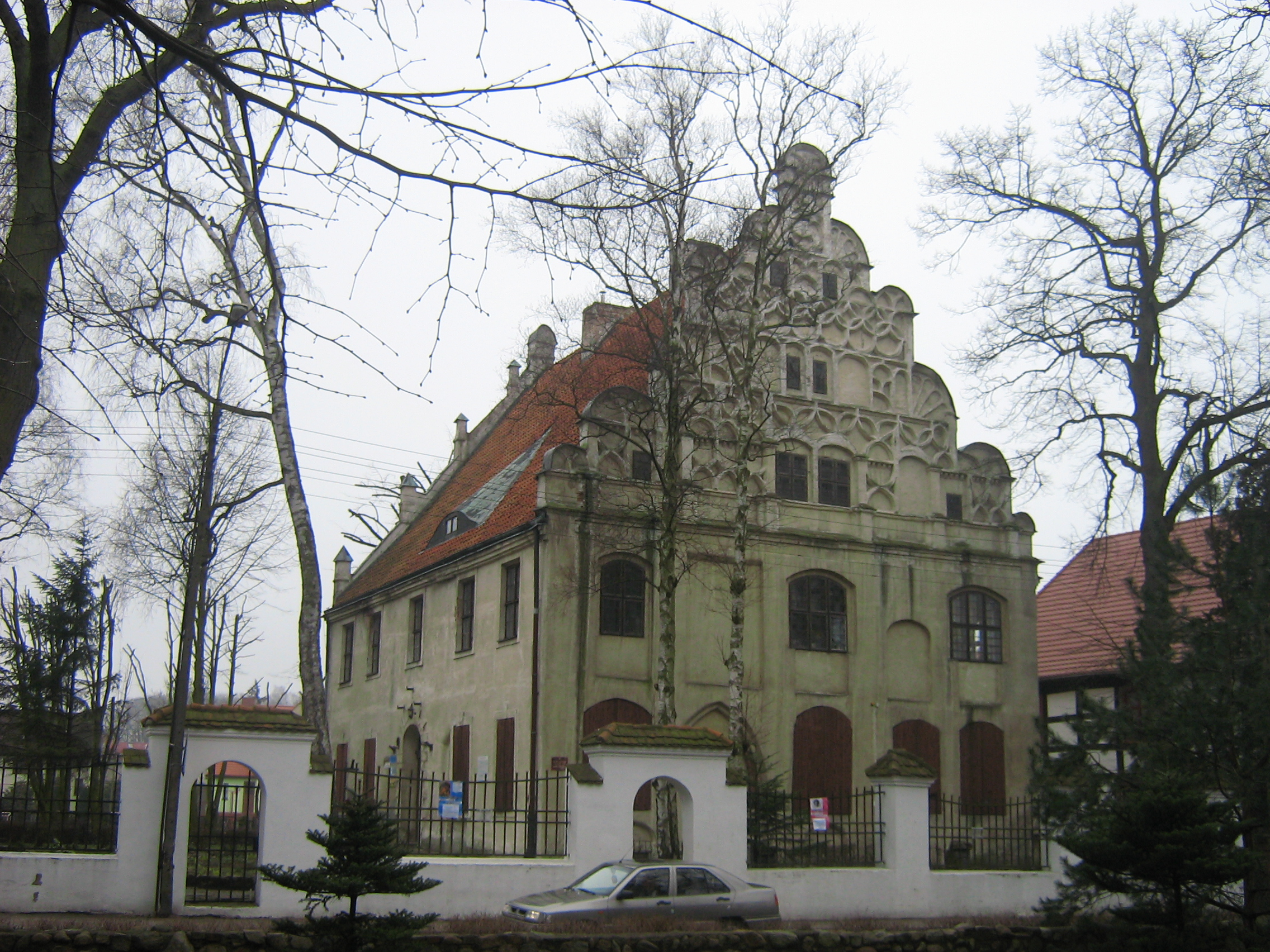
Dwór Kurii Biskupiej – pierwsza siedziba muzeum

Początki obecnego Muzeum Historii Ziemi Kamieńskiej w Kamieniu Pomorskim sięgają 2006 roku. Wówczas dzięki staraniom m.in. społecznych opiekunów zabytków – historyka Henryka Masłowskiego i archeologa Grzegorza Kurki oraz Towarzystwa Miłośników Ziemi Kamieńskiej  powstała wystawa w kapitularzu kamieńskiej katedry, użyczonym przez proboszcza parafii św. Ottona ks. kan. Dariusza Żarkowskiego. W zbiorach muzeum znalazły się eksponaty pochodzące z katedralnego skarbca oraz znaleziska z okresu XIX i początków XX wieku. Całość została uzupełnione znaleziskami z prac archeologicznych, prowadzonych w mieście w latach 2004-2006. Muzeum Historii Ziemi Kamieńskiej formalnie powołane zostało do życia na podstawie uchwały Rady Miejskiej w Kamieniu Pomorskim z 26 czerwca 2009 roku. W latach 2009–2015 siedzibą muzeum był zlokalizowany na terenie Osiedla Katedralnego Dwór Kurii Biskupiej, zwany pałacem biskupim.

## Zbiory

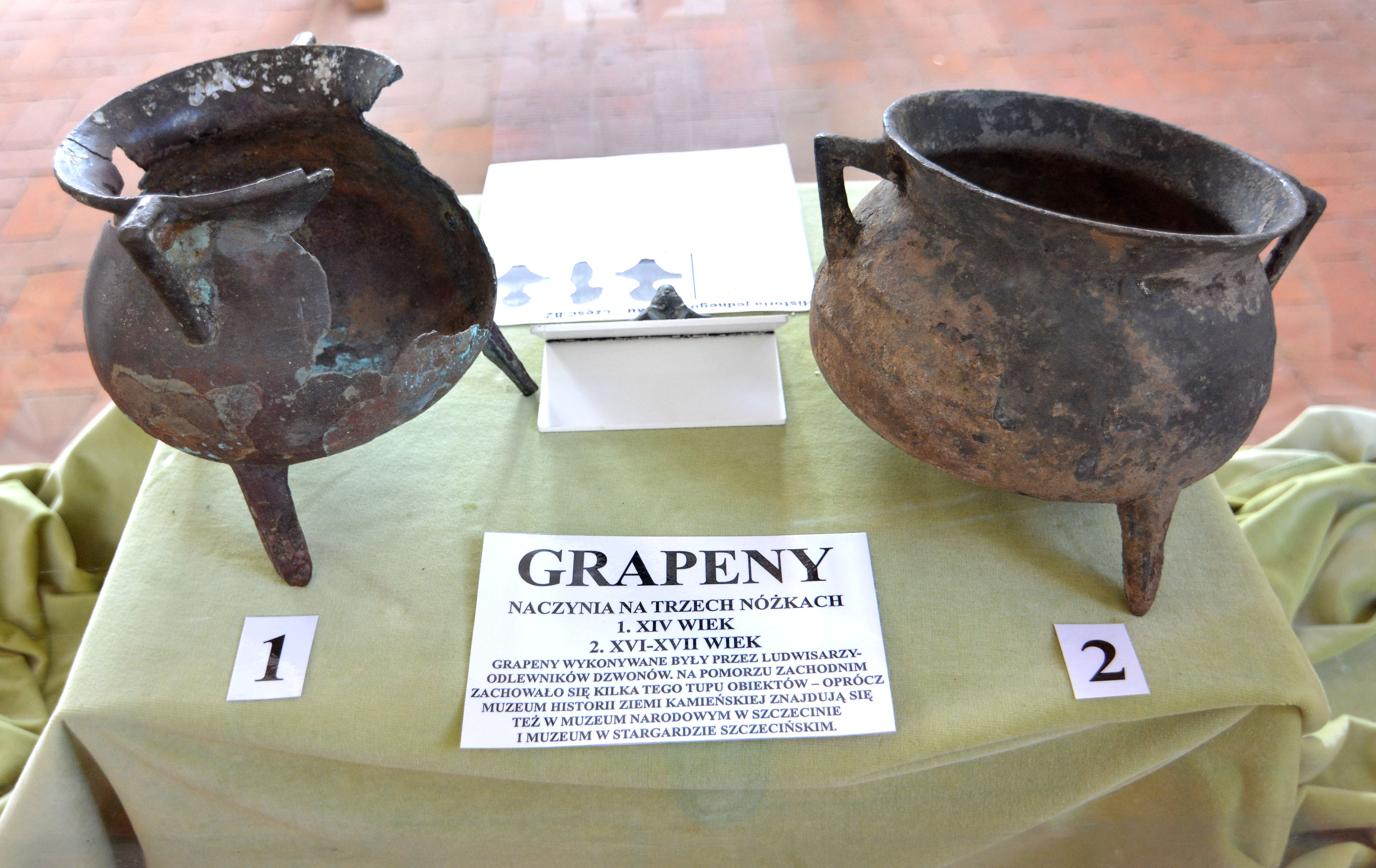
Ekspozycja w muzeum

W zbiorach muzeum znajdują się znaleziska archeologiczne z okresu neolitu (narzędzia kamienne, ceramika, urny), średniowiecza (uzbrojenie, elementy uprzęży, fragmenty łodzi, cegły i kształtki ceglane) i renesansu (kafle piecowe). Ponadto eksponowane są pamiątki z przedwojennej historii miasta (przedmioty codziennego użytku, zdjęcia), skamieniałości oraz zbiory fauny. Ponadto placówka organizuje wystawy czasowe.